# Philadelphia Blazers
I Philadelphia Blazers sono stati una squadra di hockey su ghiaccio della World Hockey Association con sede nella città di Filadelfia, nello stato della Pennsylvania. Nacquero nel 1972 e si sciolsero nel 1973. Disputarono i loro incontri casalinghi presso il Philadelphia Civic Center.

## Storia
Nel giugno del 1972 gli imprenditori Bernard Brown e James Cooper ricevettero la conferma di poter creare una franchigia della WHA a Miami con il nome di Miami Screaming Eagles. Tuttavia non riuscirono a trovare un'arena adatta nella zona e furono costretti a trasferirsi insieme ai giocatori sotto contratto a Filadelfia dove assunsero la denominazione Philadelphia Blazers.  Poco dopo l'inizio della stagione firmarono un contratto da 2,6 milioni per cinque anni con Derek Sanderson, il contratto più alto mai firmato prima nello sport professionistico nordamericano.
Purtroppo per i Blazers l'inizio della stagione su segnato da una serie di infortuni e di scarsi risultati, al punto che dopo sole otto partite i proprietari si liberarono del contratto di Sanderson versando un milione di dollari. Il giocatore fece subito ritorno in National Hockey League con i Boston Bruins.
Nonostante l'inizio di campionato i Blazers furono guidati dall'ex-giocatore dei Philadelphia Flyers André Lacroix, il quale vinse il titolo di miglior marcatore con 124 punti. Grazie anche al contributo di Bernie Parent in porta la formazione si qualificò per i playoff, dove fu eliminata per 4-0 dai Cleveland Crusaders.
Alla fine della stagione i Blazers furono venduti e la squadra si trasferì in Canada a Vancouver, mantenendo lo stesso nome e le divise; i Vancouver Blazers avrebbero giocato per altre due stagioni mentre un anno più tardi la WHA sarebbe ritornata nell'area metropolitana di Philadelphia con i Jersey Knights.

## Record stagione per stagione
| Philadelphia Blazers |         |    |    |    |   |    |     |     |    |                                |
| 1972-73              | Eastern | 78 | 38 | 40 | 0 | 76 | 288 | 305 | 3° | perde 1º turno (Cleveland) 0-4 |

## Record della franchigia

### Carriera
Gol: 61  Danny Lawson
Assist: 74  André Lacroix
Punti: 124  André Lacroix
Minuti di penalità: 157  John McKenzie
Vittorie: 33  Bernie Parent
Shutout: 2  Bernie Parent
Partite giocate: 78  André Lacroix, Danny Lawson, Ron Plumb

## Palmarès

### Premi individuali
- Bill Hunter Trophy: 1

André Lacroix: 1972-1973